# آندریا براین هوویگ
آندریا براین هوویگ (نروژی: Andrea Bræin Hovig؛ زادهٔ ۱۹ ژوئیهٔ ۱۹۷۳) هنرپیشه و خواننده اهل نروژ است.
از فیلم‌هایی که وی در آن‌ها نقش داشته‌است، می‌توان به امید اشاره نمود.